# Malacomeles nervosa
Malacomeles nervosa är en rosväxtart som först beskrevs av Joseph Decaisne, och fick sitt nu gällande namn av George Neville Jones. Malacomeles nervosa ingår i släktet Malacomeles och familjen rosväxter. Inga underarter finns listade i Catalogue of Life.